# Tierps landskommun
Tierps landskommun, 1971–73 Tierpsbygdens kommun, var en kommun i Uppsala län.

## Administrativ historik
Kommunen bildades i Tierps socken 1863 då 1862 års kommunalförordningar började gälla. I kommunen inrättades 3 augusti 1888 Tierps municipalsamhälle, vilken bröts ut till en egen kommun, Tierps köping, 1920. Vid kommunreformen 1952 påverkades inte landskommunen, medan köpingen inkorporerade Tolfta landskommun.
Inför 1971 års kommunreform bildades Tierps kommunblock innefattande sju kommuner. Den nya kommunen hann inte bli färdigbildad till den 1 januari 1971, varför det vid införandet av enhetlig kommuntyp uppstod det problemet att två kommuner hette Tierp. För att skilja dem åt fick den tidigare köpingen namnet Tierps kommun, medan den tidigare landskommunen kom att kallas Tierpsbygdens kommun. 1974 färdigbildades Tierps kommun med dagens utsträckning.

### Kyrklig tillhörighet
I kyrkligt hänseende tillhörde kommunen Tierps församling.

## Kommunvapen
Blasonering: I grönt fält en stolpvis ställd kvist med ett uppåtriktat och två hängande humleax, allt av guld.
Vapnet utformades av Svenska Kommunalheraldiska Institutet och antogs 1954.

## Geografi
Tierps landskommun omfattade den 1 januari 1952 en areal av 364,95 km², varav 340,56 km² land. Efter nymätningar och arealberäkningar färdiga den 1 januari 1956 omfattade landskommunen den 1 november 1960 (enligt indelningen den 1 januari 1961) en areal av 378,21 km², varav 359,48 km² land.

### Tätorter i kommunen 1960
| Tätort   | Folkmängd |
| -------- | --------- |
| Månkarbo | 418       |
| Mehede   | 329       |

Tätortsgraden i kommunen var den 1 november 1960 19,3 procent.

## Politik

### Mandatfördelning i valen 1938–1970
| 13 | 12 | 3 | 2 |

| 29 |

| 14 | 12 | 2 | 2 |

| 29 |

|  | 11 | 10 | 2 |  |

| 25 |

| 13 | 12 | 4 |  |

| 28 |

| 13 | 11 | 4 | 2 |

| 29 |

| 12 | 13 | 3 | 2 |

| 28 |

| 13 | 12 | 3 | 2 |

| 28 |

| 12 | 12 | 3 |  | 2 |

| 27 |

| 14 | 12 | 2 |  | 2 |

| 28 |